# Бюркув-Вельки
Бю́ркув-Ве́льки (пол. Biórków Wielki) — село в Польше в сельской гмине Конюша Прошовицкого повета Малопольского воеводства.
Село располагается в 10 км от административного центра повета города Прошовице и в 22 км от административного центра воеводства города Краков.
Село возникло на рубеже XII и XIII веков. Польский король Владислав I Локетек подарил село своему рыцарю Вильчко, который был сандомирским каштеляном. Первые письменные свидетельства о селе относятся к 1374 году. Источники 1385 года упоминают о деревянной церкви Успения Девы Марии, которая находилась в селе.
В XV веке село принадлежало роду Бирковских герба Топор, о чём упоминает Ян Длугош в своём сочинении «Liber beneficiorum». В XVI веке владельцем села был род Шембеков герба Шембек.
В 1633 году в селе была построена сохранившаяся до нашего времени деревянная церковь Успения Пресвятой Девы Марии, около которой в 1782 году было основано приходское кладбище.
В 1868 году после разделения на две части села было образовано поселение Бирковски-Выселёк, которое позднее стало называться как Бюркув-Малы.
В 1975—1998 годах село входило в состав Краковского воеводства.

## Достопримечательности
- Церковь Успения Пресвятой Девы Марии — памятник культуры Малопольского воеводства.
- Усадьба Возьняковских XIX века.

## Известные жители и уроженцы
- Яцек Возьняковский (1920—2012), польский историк искусства, писатель, президент Кракова (1990—1991).